# Beat of My Heart
«Beat Of My Heart» (en español: «El Latido De Mi Corazón») es el segundo sencillo del álbum Most Wanted de la cantante estadounidense Hilary Duff. Es una canción electropop escrita por la misma Duff y los hermanos Madden.

## Información de la canción
El sencillo tuvo un éxito mediano, no entró en el Billboard Hot 100, sin embargo, alcanza la séptima posición en Italia, el número trece en las listas de Australia y el 17 en las de España.
La canción tuvo muy poca promoción en las emisoras de radio americanas, mientras que su popularidad en los distintos shows countdowns era alta.
Duff promocionó el sencillo en los American Music Awards 2005, evento en el cual realizó un performance, transmitido por televisión, que fue visto por decenas de millones de personas en todo el mundo.
El programa MADtv de la cadena estadounidense FOX realizó una parodia de la canción y del video a principios de 2006, donde se reflejaba una burla representada por Arden Myrin, hacia lo delgada que estaba Duff en ese entonces.

## Video
El video empieza con las pulsaciones del corazón, muestra a Duff en siluetas olden del tiempo y más efectos visuales, fue filmado en un escenario privado en los Ángeles. MTV consideró que el video Beat of My Heart, aunque no fue un gran hit como Wake Up o So Yesterday, fue uno de los más creativos del 2005 al haber realizado una excelente presentación con grandes efectos audio visuales.
Hilary presentó el video el 9 de noviembre de 2005, en premier mundial en el programa MTV Total Request Live, debutó en la posición 3 y alcanzó la cima del conteo en una ocasión, permanece en el programa por 20 días.
Estuvo en los 10+ pedidos de México por 99 días, de los cuales 22 en la posición número 1. En los 10+ pedidos de Argentina, estuvo 3 días en la primera posición.
También figuró en los 100+ Pedidos del 2006, quedando en la posición número 5. 
Aunque haya sido el video más votado en el 2006 no llegó al número 1 en los 100+ Pedidos, no se sabe la causa por la que estuvo en el puesto número 5 y no en el 1.
Beat of My Heart llegó al número 1 en TRL Italia y logra el retiro.

## Lista de canciones
Promo CD sencillo:
1. «Beat Of My Heart»
2. «Fly» (remix)

Australia CD sencillo
1. «Beat of My Heart»
2. «Wake Up» (Dj Kaya Dance Remix)

## Crítica
Blogcritics escribió que la canción Beat of My Heart era un insulto para el género del electropop, por su parte Newsround criticó también la canción diciendo que el género era muy suave, con líricas muy simples y una consonancia repetidora, la revista Billboard también publicó: "Beat of My Heart es una canción que supera los cuarenta tiempos en el tema, criticando fuertemente y argumentando que "parece que Hilary Duff ha vuelto de nuevo a sus días de Disney. La música pop siempre se aprecia pero esto es un himno llano y simple, que apenas es competidor en la radio contemporánea". Acoto la revista Billboard
Aun siendo muy fuertes y nada halagadoras las críticas de expertos musicales la canción se desenvolvió bien en las estaciones de radio de Estados Unidos, aunque esta no se posicionó en el Billboard Hot 100.

## Posicionamiento
| Chart (2006)                | Peak position |
| --------------------------- | ------------- |
| Australia (ARIA)            | 13            |
| Italia (FIMI)               | 8             |
| España (Top 100 Canciones)  | 17            |
| Suiza (Schweizer Hitparade) | 89            |